# شوح شنشي
شوح شنشي (الاسم العلمي:Abies chensiensis) هو نوع من النباتات يتبع جنس الشوح من الفصيلة الصنوبرية.